# Hubert Zafke
Hubert Ernst Zafke (ur. 26 września 1920, zm. 5 lipca[wymaga weryfikacji?] 2018[niewiarygodne źródło?]) – niemiecki SS-Unterscharführer z czasów II wojny światowej pełniący służbę w niemieckich-nazistowskich obozach koncentracyjnych KL Sachsenhausen, KL Neuengamme oraz KL Auschwitz-Birkenau.

## Życiorys
Urodził się w 1920 roku w rodzinie rolniczej na terenie Pomorza. Mieszkał w Schönau, gdzie uczęszczał do gimnazjum i szkoły rolniczej. W 1933 roku wstąpił do Hitlerjugend, a w 1939 roku do SS i przeszedł szkolenie w KL Dachau. W czasie II wojny światowej służył w kilku niemieckich-nazistowskich obozach koncentracyjnych jak członek personelu medycznego. Po wojnie został zatrzymany przez Brytyjczyków i przekazany stronie polskiej. W marcu 1948 roku został skazany na cztery lata pozbawienia wolności przez Sąd Rejonowy w Krakowie za przynależność do SS i swoją służbę w KL Auschwitz w ramach jednego z procesów załogi Auschwitz-Birkenau przed sądami polskimi.
Po zwolnieniu z więzienia osiadł w Gnevkow, w ówczesnym NRD. Zajmował się produkcją i sprzedażą produktów rolnych oraz pestycydów. Ożenił się i miał czterech synów. Na początku 2015 roku został oskarżony przed sądem krajowym w Neubrandenburgu, w kraju związkowym Meklemburgia-Pomorze Przednie o pomocnictwo w zamordowaniu 3681 osób zagazowanych w komorach gazowych Auschwitz-Birkenau w okresie jego służby w obozie. 29 lutego 2016 roku proces zawieszono ze względu na stan zdrowia oskarżonego.